# 阿瑟達滕 (新澤西州)
阿瑟達滕（英語：Aserdaten）是位於美國新澤西州海洋縣的鬼鎮。

## 地理
阿瑟達滕所處的海拔為高於海平面14米（即45英呎），而該地所採用的時區為UTC-5，即北美东部时区（EST）。同時該地設有夏令時間，為UTC-5調快一小時，即UTC-4（EDT）。